# Tita Gori
Tita Gori, de son vrai nom Giambattista Gori, né le 22 juillet 1870 à Nimis dans la province d'Udine en Italie et mort le 24 mai 1941 à Nimis, est un artiste-peintre italien d'inspiration religieuse chrétienne.

## Biographie
Tita Gori est le fils unique d'un couple d'agriculteurs (Francesco et Agostina), qui l'encouragera dans ses projets. Il montra très tôt un goût et un talent confirmé pour l'art et la peinture. Monseigneur Agostino Candolini fut son précepteur et lui donna le goût des lectures bibliques, de la poésie médiévale, lyrique et chevaleresque ainsi que de la passion littéraire. Autodidacte, il partit étudier à l'âge de vingt ans à Venise pour trois mois auprès de la célèbre Accademia di belle Arti, puis retourna s'établir dans sa ville natale de Nimis, dans la petite bourgade de San Gervasio.
À Nimis, il épouse Catarina Gervasi de laquelle il aura onze enfants, cinq garçons et six filles. Il perdra très tôt deux de ses fils. Trois de ses enfants, Pietro, Adriana et Antonella lui serviront souvent de modèles dans ses œuvres. Son fils Pietro sera à son tour un artiste-peintre. Une de ses filles, Lucia Gori, épousera en 1921 Tiziano Tessitori (1895-1973), politicien et ministre italien.
Tita Gori va poursuivre sa carrière de peintre parallèlement à la gestion de l'auberge familiale située à Nimis dans le quartier très rural de San Gervasio. Ses clients lui serviront souvent de modèles.
Tita Gori va surtout peindre dans la partie orientale du Frioul où il acquiert une certaine popularité. Dès 1894 il va peindre les fresques et la décoration de l'église catholique de Monteprato. Ce chef-d'œuvre sera suivi de la réalisation monumentale de la « Sacra Famiglia » réalisée pour l'église catholique de la Madonna delle Pianelle de Nimis en 1889.

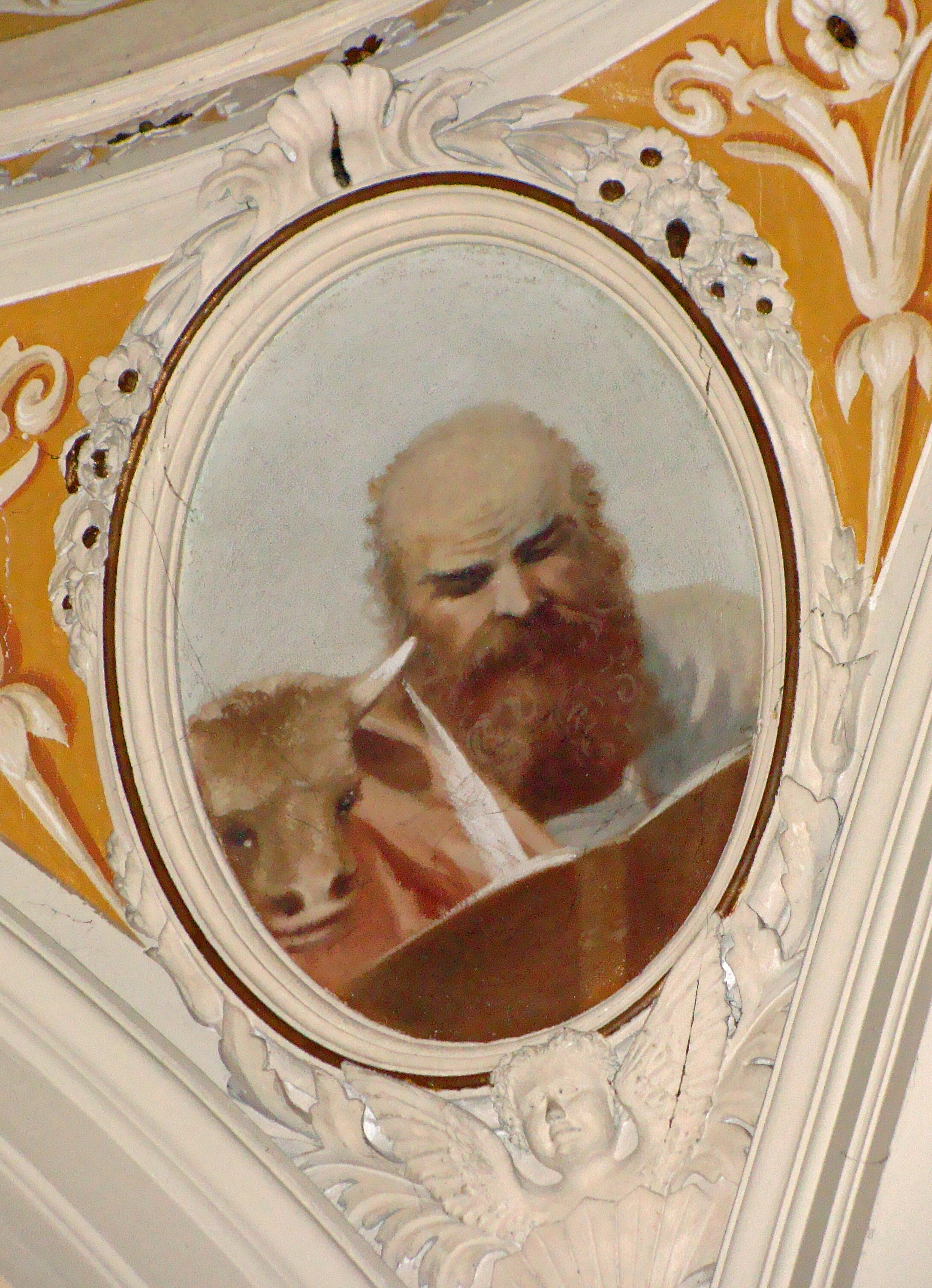
Saint Luc, fresque de l'église de Monteprato (Italie)

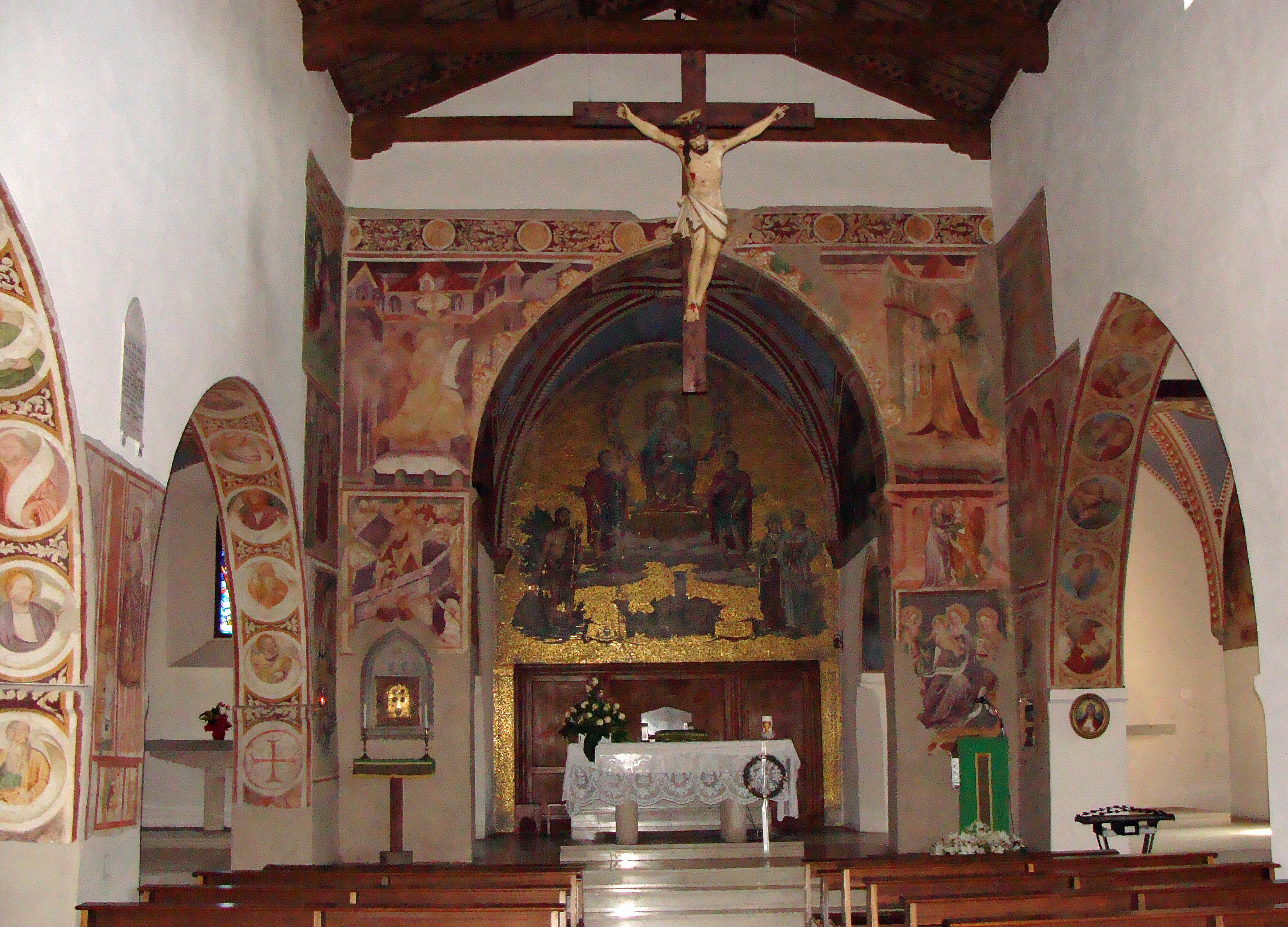
L'église de San Gervasio e Protasio à Nimis (Italie)

En 1897, Tita Gori va réaliser l'une de ses œuvres les plus significatives : la restauration et la mise en fresque de l'ancienne église d'origine lombarde San Gervasio e Protasio (Saints Gervais et Protais) de Nimis. Les travaux furent conduits sous la tutelle du comte Giuseppe Uberto Valentinis de Tricesimo, précurseur de la mise en valeur artistique de l'édifice. Tita Gori travaillera à cette œuvre jusqu'en 1912, année où il peindra les quatre évangélistes du chœur, ainsi que les docteurs de l'église dans les chapelles latérales.
En 1911 il décore l'église Santo Stefano de Nimis (disparue lors du tremblement de terre en 1976), puis la chapelle du séminaire archiépiscopal d'Udine (1911 à 1912). En 1913, il réalise les fresques de l'église de Savorgnano, puis les décors de la chapelle de l'hôpital psychiatrique d'Udine. En 1927, il travaille à Cergneu ainsi qu'à Ciconicco di Fagagna.
Il travailla également à Monteaperta (1927) en réalisant les fresques du chœur (aujourd'hui disparues à la suite du séisme de 1976), puis à Farla di Maiano et à Ravosa. En 1930 il décore l'église de Collerumiz et l'abside de la chapelle de Qualso Nuovo. En 1932 il peint la fresque de l'école de Bovec en Slovénie.
Tita Gori était un homme passionné de littérature et d'histoire. Il s'exprimait aisément en plusieurs langues : italien, slovène en plus de sa langue maternelle le frioulan (le frioulan est une langue romane du groupe rhéto-roman). Il a également publié un poème chevaleresque dans la revue de Domenico del Bianco "Pagine Frioulane".
Les spécialistes Gian Carlo Menis et Licio Damiani rattachent son œuvre singulière et expressive aux divers courants nés du préraphaélisme anglais, grâce à sa charge religieuse, spirituelle, symbolique et poétique.
Une école de Nimis porte le nom de Tita Gori.

## Œuvres principales
Certains tableaux sont visibles dans les musées d'Udine (Civica Galleria d'Arte Moderna).
De son œuvre, on retiendra particulièrement :
- la Sacra Famiglia de la Madonna delle Pianelle de Nimis
- les fresques de l'église San Gervasio e Protasio de Nimis
- les tableaux de l'église paroissiale de Cergneu
- tableau d'autel représentant Saint Jean Bosco de l'église de la piazzale Cella d'Udine

D'autres œuvres représentent des sujets religieux.

## Galerie

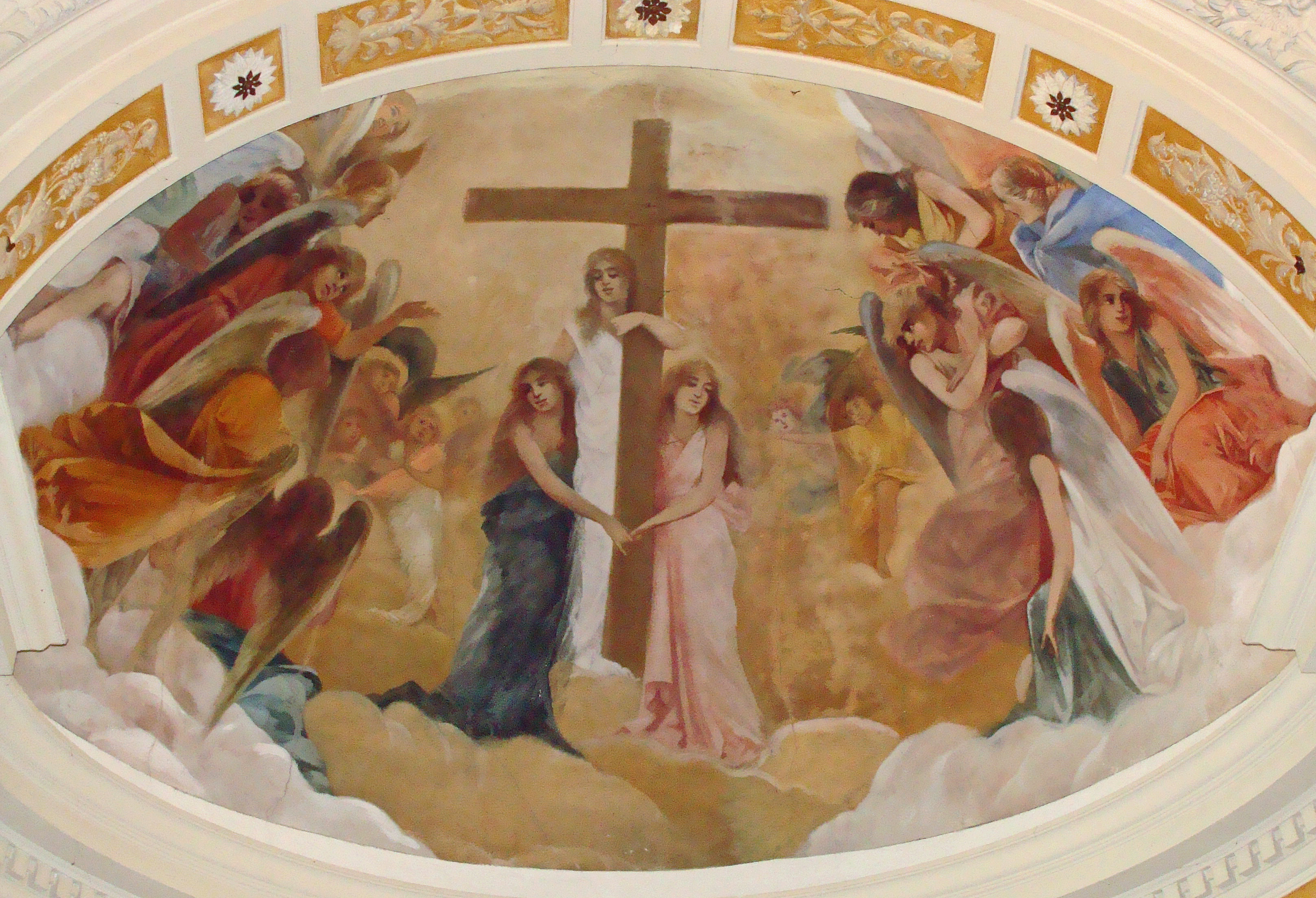
Fresque du chœur de l'église de Monteprato (1894)
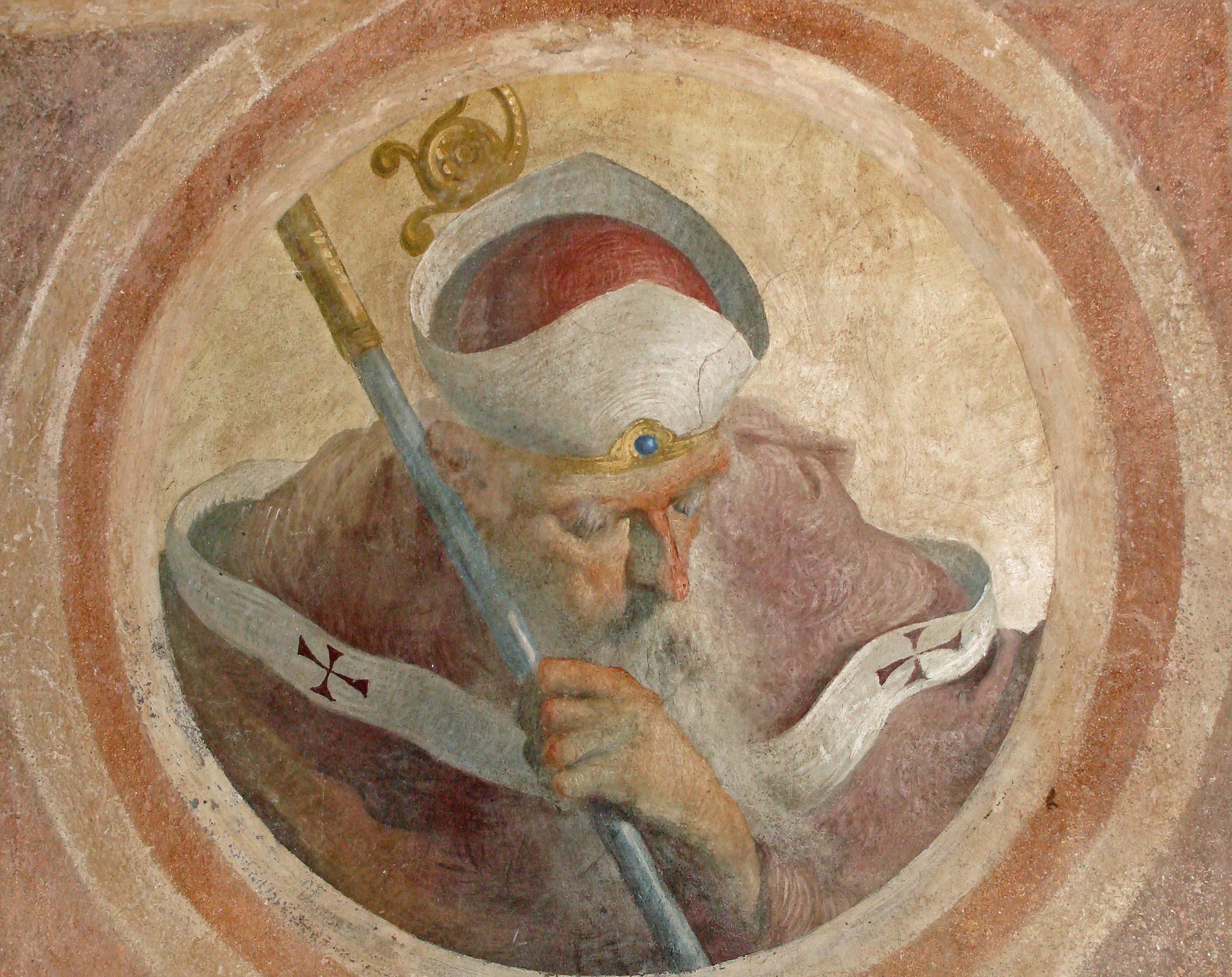
Fresque de l'église de San Gervasio e Protasio (Nimis) (v. 1897)
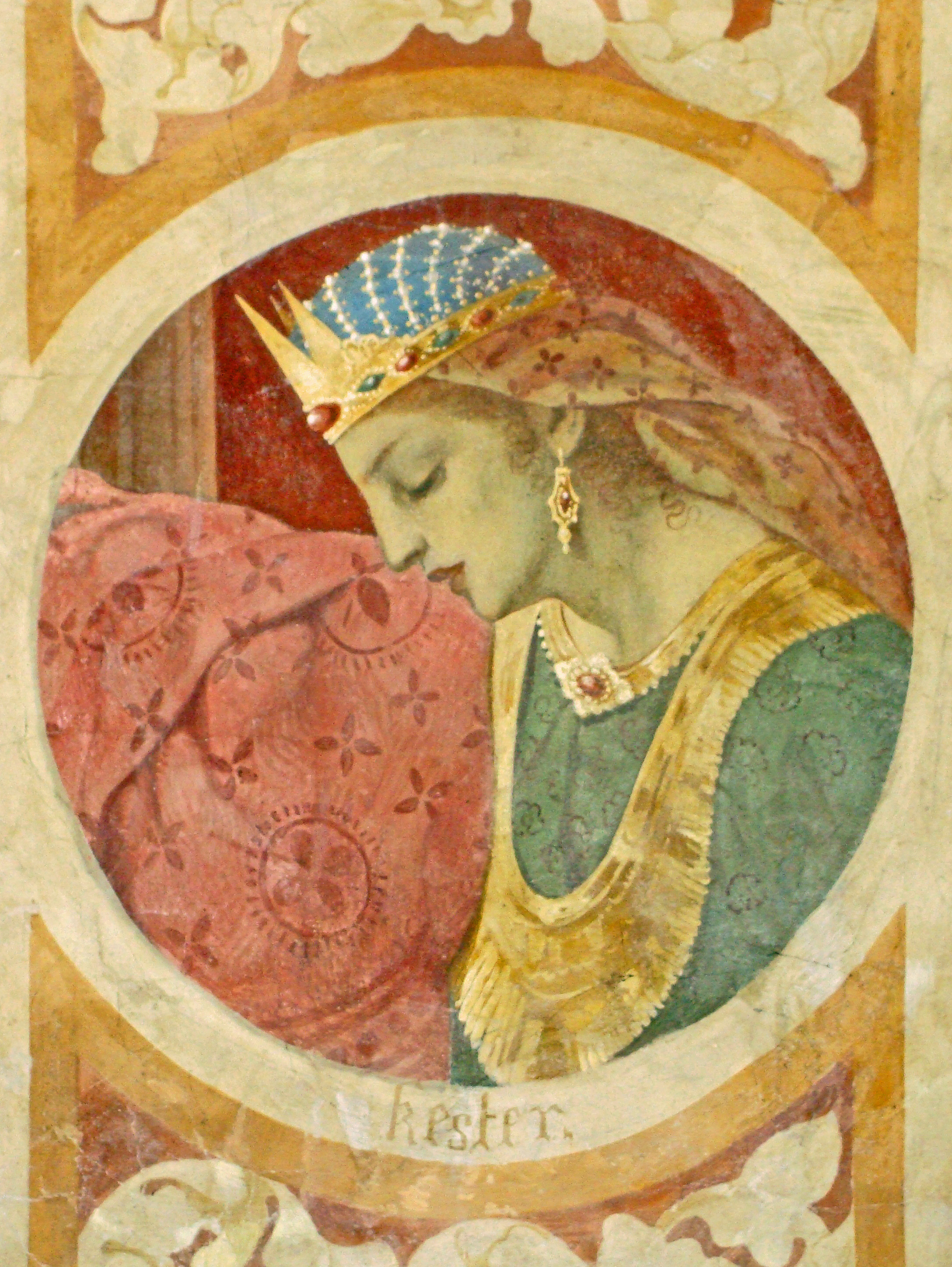
Fresque de l'église de San Gervasio e Protasio (Nimis) représentant Esther (v. 1897)
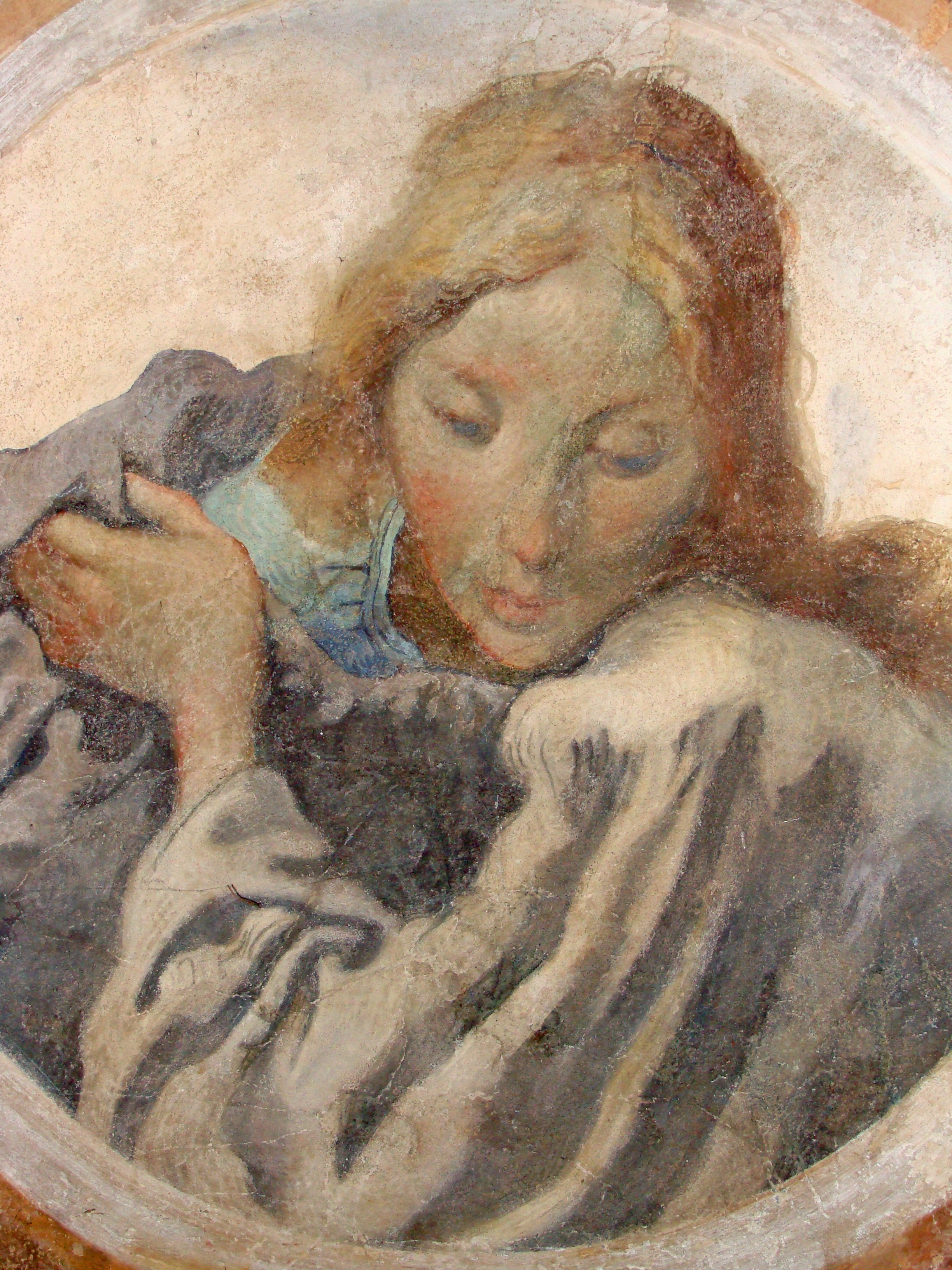
Fresque de l'église de San Gervasio e Protasio (Nimis) (v. 1897)
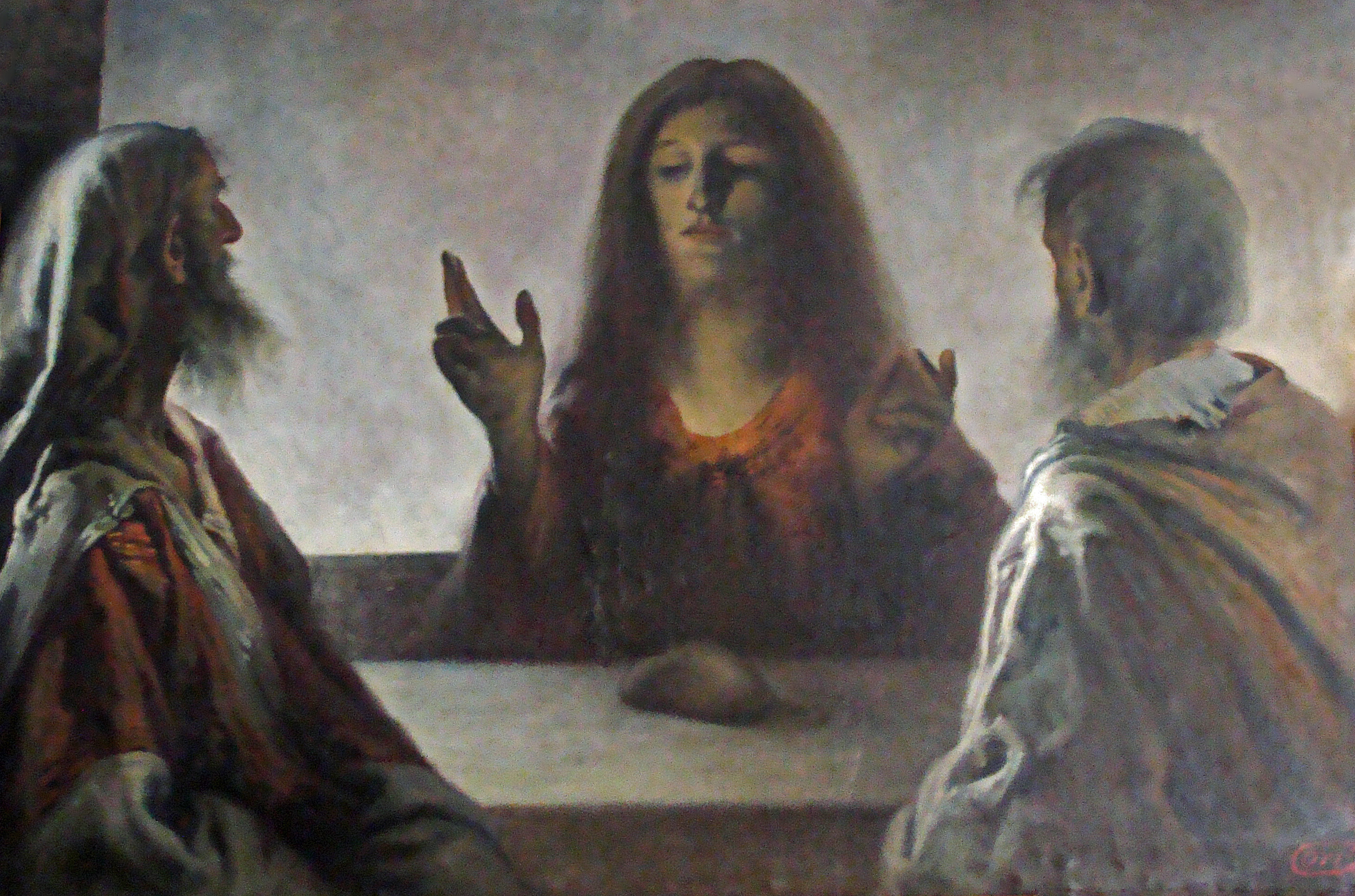
Jésus et les pèlerins d'Emmaüs (collection privée)
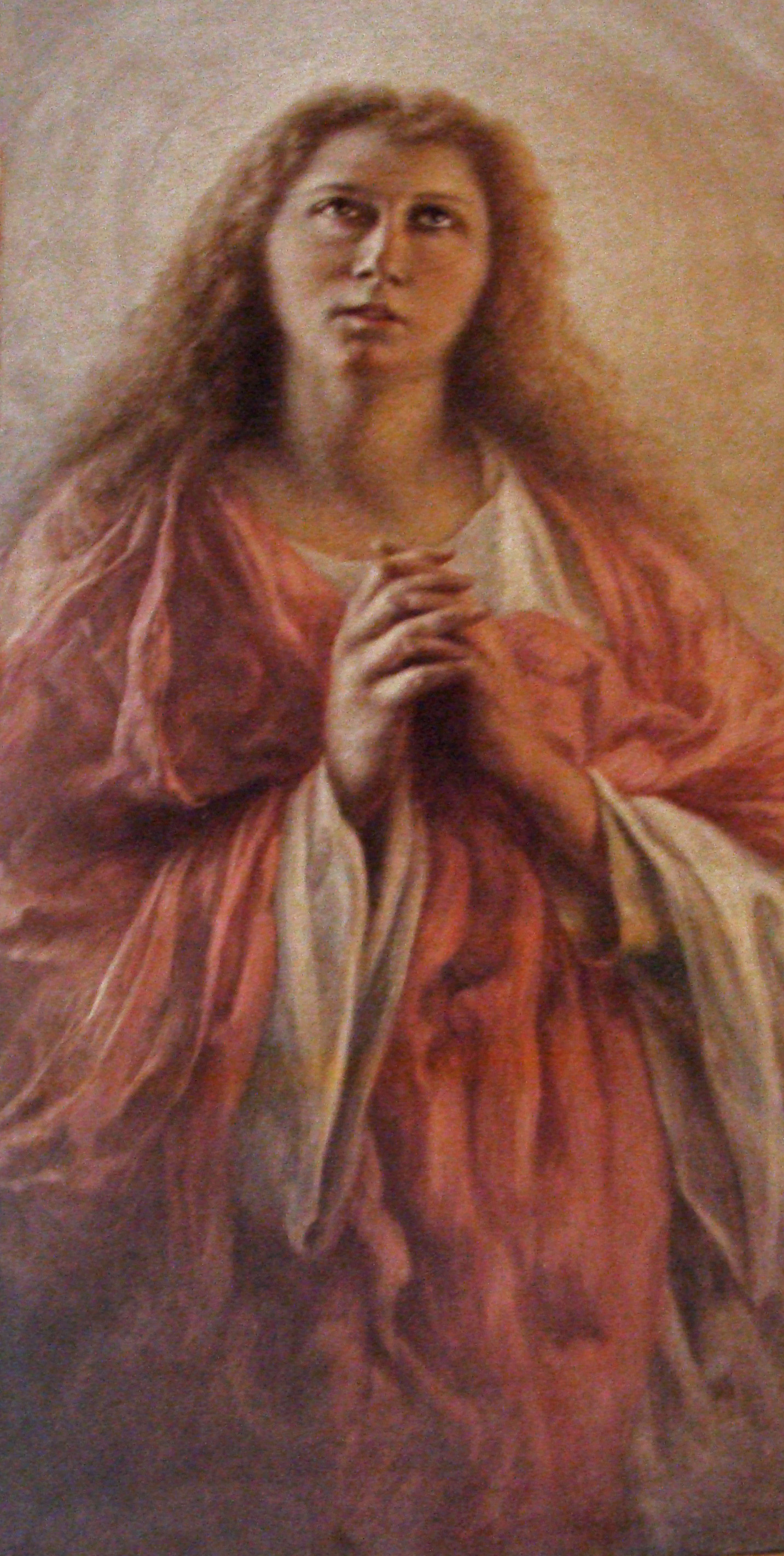
Une sainte (collection privée)
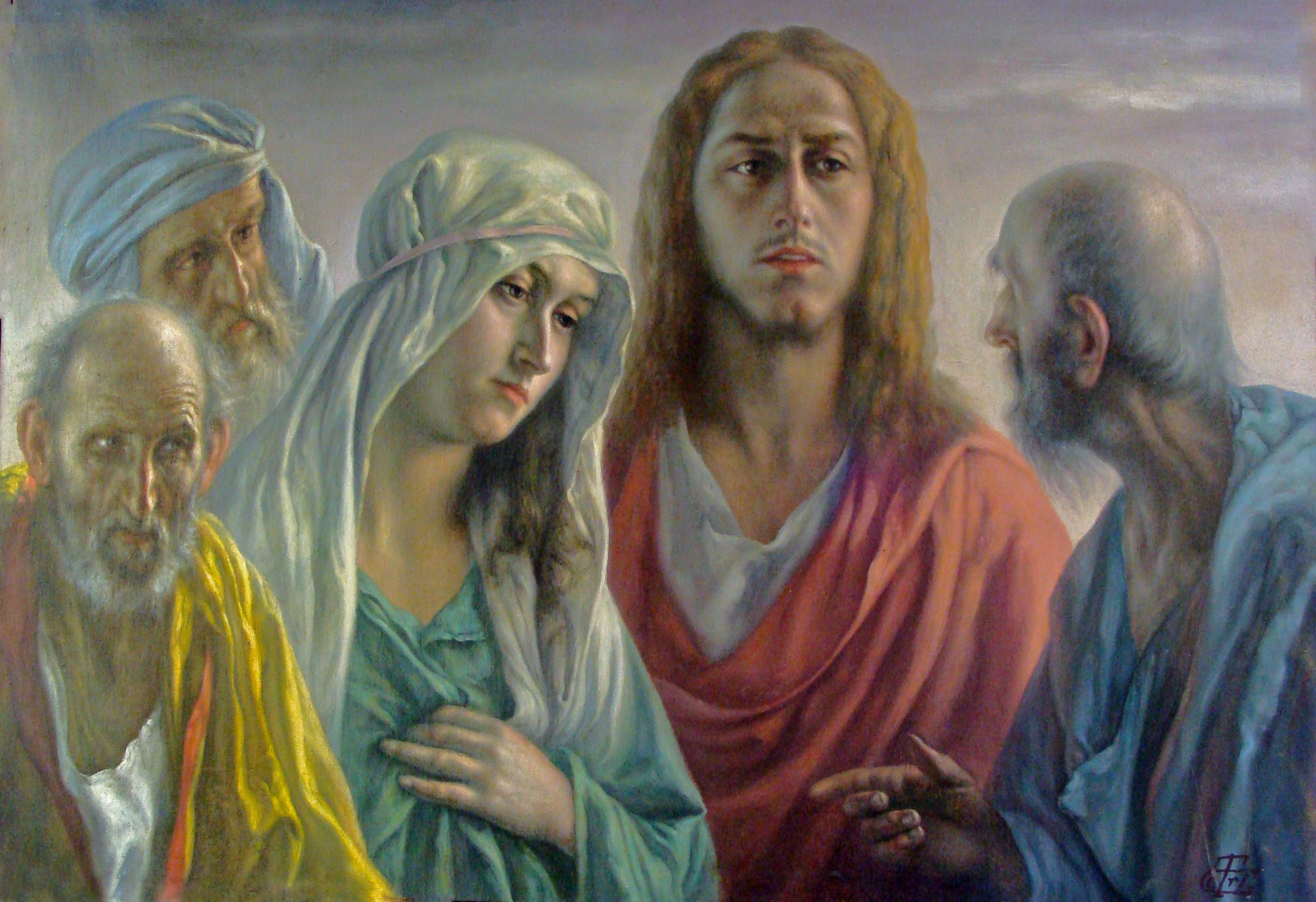
Jésus-Christ avec ses apôtres et sainte femme (collection privée)
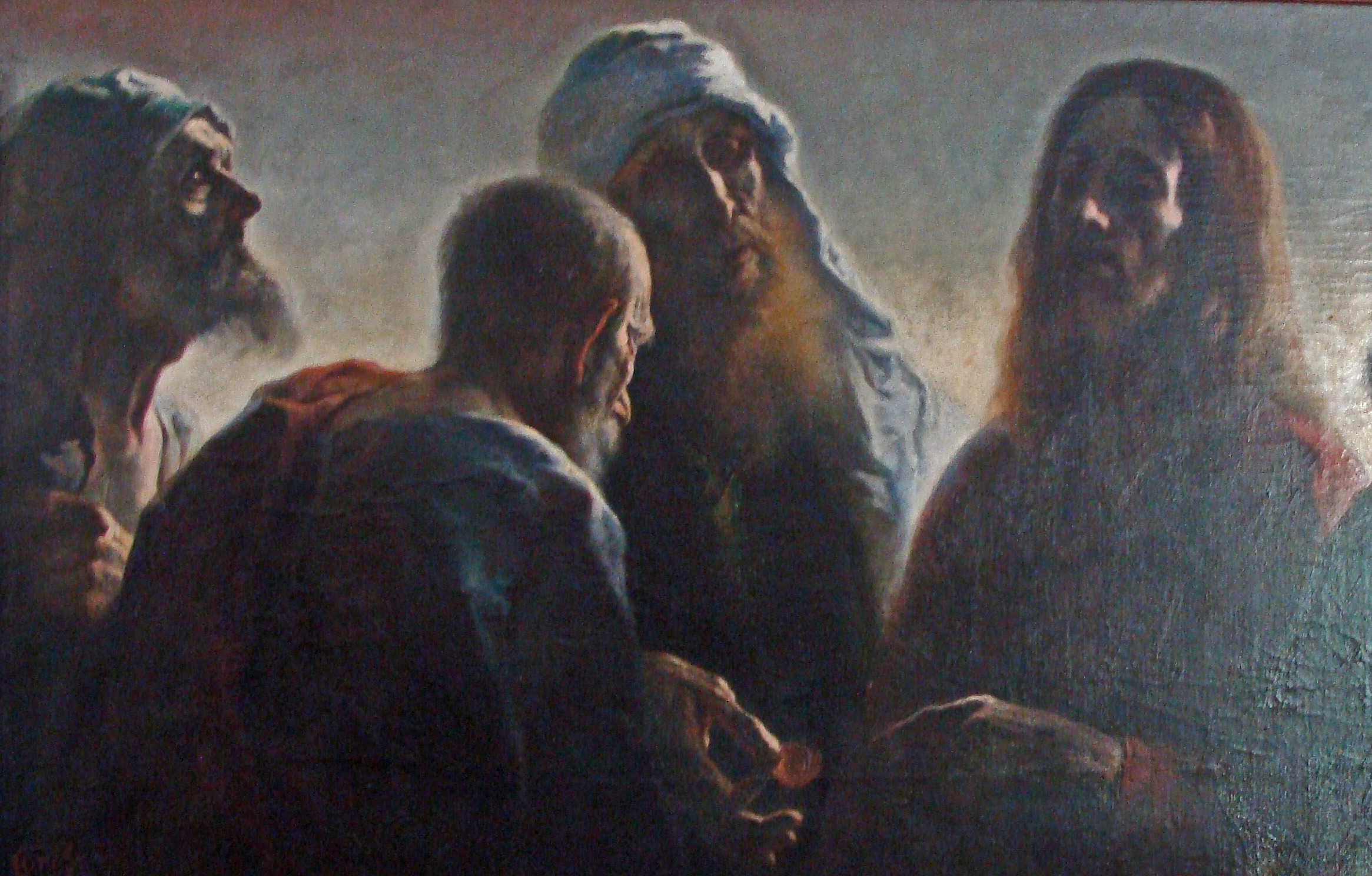
Jésus-Christ et les Pharisiens (collection privée)
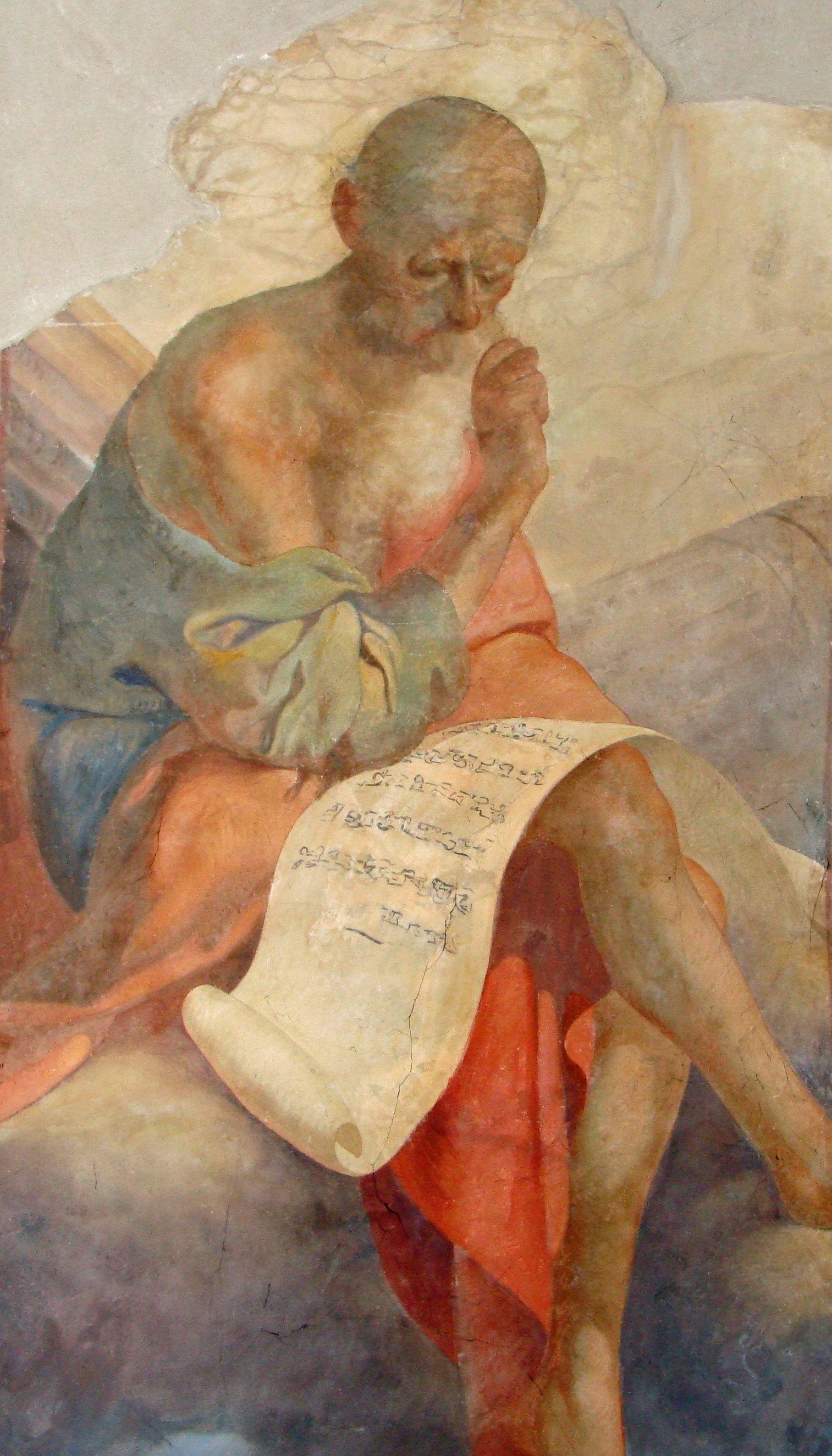
Fresque de l'église de San Gervasio e Protasio (Nimis) (v. 1897)